# Sophie Petersen (Geographin)
Sophie Clausine Petersen (* 15. Februar 1885 in Kopenhagen; † 11. Oktober 1965 in Bagsværd), getauft Sofie, war eine dänische Geographin, Pädagogin und Schriftstellerin. Bekannt wurde sie für ihre zahlreichen Reiseberichte und das Buch Danmarks gamle Tropekolonier („Dänemarks alte Tropenkolonien“).

## Leben
Ihre Eltern waren der Kaufmann Lars Petersen (1844–1904), der eine pharmazeutische Ausbildung hatte, und Jacobine Wilhelmine Dyveke Fiebig (1848–1907). Sie wuchs in Kopenhagen auf, wo ihr Vater eine Kaffeefirma betrieb. Ihr Zuhause beschrieb sie als konservativ und königstreu. Nach der Konfirmation besuchte sie Natalie Zahles Schule. Zu ihren bevorzugten Lehrerinnen zählte Henriette Skram, die auch mit modernen pädagogischen Methoden wie Interdisziplinarität experimentierte. 1905 erlangte Sophie Petersen die Hochschulreife. Ihr Studium der Naturgeschichte und Geographie mit Geologie als Hauptfach an der Universität Kopenhagen schloss sie 1911 als candidata magisterii ab; zusammen mit ihrer Kommilitonin Else Bartholin war sie die erste Frau mit dieser Fächerkombination.
Anschließend unterrichtete sie von 1911 bis 1920 an einer Reihe privater Mädchenschulen (Ingrid Jespersens, Laura Engelhardts und Marie Kruses Schulen) sowie an Natalie Zahles Seminar. Von 1920 bis 1955 arbeitete sie als festangestellte Lektorin am Nørre Gymnasium in Kopenhagen und von 1935 bis 1949 als Prüfungsbeauftragte (censor) für Geologie bei Schulamtsexamen (skoleembedseksamen); außerdem war sie von 1917 bis 1959 Leiterin der Schulhygiene- und Gesundheitslehreunterweisung für das Fachlehrerinnenexamen der Mädchenschulen. Neben dem Unterricht betätigte sie sich populärwissenschaftlich und war geschätzt als Vortragende in Vereinigungen und ab Ende der 1920er Jahre auch im Radio.
Sie unternahm zahlreiche Reisen, unter anderem zu den ehemaligen dänischen Tropenkolonien, sodass sie als „meistgereiste Frau Dänemarks, vielleicht auch der Welt“ bekannt wurde. Jeden Sommer brach sie zu einer Reise auf, ab 1914 immer alleine, und benutzte jede Transportmöglichkeit; beispielsweise flog sie 1935 mit dem Zeppelin von Deutschland nach Brasilien. Als erste weibliche Naturforscherin reiste sie alleine nach Grönland. Ihre persönlichen Beobachtungen und Fotografien während der Reisen bildeten oft die Grundlage für ihre Vorträge und literarische Produktion; sie war eine fähige Fotografin und eine herausragende Erzählerin. Ihr Hauptwerk Danmarks gamle Tropekolonier („Dänemarks alte Tropenkolonien“) schrieb sie während der deutschen Besatzung Dänemarks, als die Reisemöglichkeiten sehr eingeschränkt waren; es wurde 1946 veröffentlicht und war innerhalb eines Monats ausverkauft. Zusammen mit dem mehrbändigen Werk Vore gamle Tropekolonier („Unsere alten Tropenkolonien“) zählte es lange zu den einflussreichsten Publikationen über die dänische Kolonialgeschichte.
Als 70-Jährige, nach 35-jähriger Festanstellung am Gymnasium, ließ sich Sophie Petersen 1955 pensionieren, unternahm aber bis kurz vor ihrem Tod weitere Reisen. In ihrem Testament legte sie Gelder für einen jährlichen Zuschuss bereit, der für das beste Examen am Nørre Gymnasium verliehen werden sollte. Sie wurde auf dem Garnisons Kirkegård in Kopenhagen begraben.

### Mitgliedschaften
Sophie Petersen war Mitglied des Vorstands von Studenterhjemmet 1909–1910, der Foreningen af Gymnasiets lærere i naturfag („Vereinigung der Gymnasiallehrer für Naturfächer“) 1912–1952 (wo sie nach 23 Jahren als Vorsitzende zum Ehrenmitglied ernannt wurde), der Dansk geologisk forening („Dänische geologische Vereinigung“) 1919–1922, der Almindelig dansk cand.mag. organisation („Allgemeine dänische cand.-mag.-Organisation“) 1919–1923, des Østgrønlandskomiteen („Ostgrönlandskomitee“) 1924, des Dansk cyklist forbund („Dänischer Fahrradfahrerverbund“) 1926–1935, des Vorstandes der Gymnasieskolens lærerforening („Gymnasiallehrervereinigung“) 1927–1944 und der Pædagogisk selskab („Pädagogische Gesellschaft“) 1935–1949 sowie der Vereinigung Den danske Pigeskole („Die dänische Mädchenschule“) 1942–1953. Außerdem war sie korrespondierendes Mitglied von The society of woman geographers in Washington.

### Ehrungen
- 1926 N. Zahles Legat (deutsch Natalie Zahles Stipendium)
- 1953 Ritter des Dannebrogordens
- 1957 Tagea Brandts Rejselegat (deutsch Tagea Brandts Reisestipendium)

## Werk

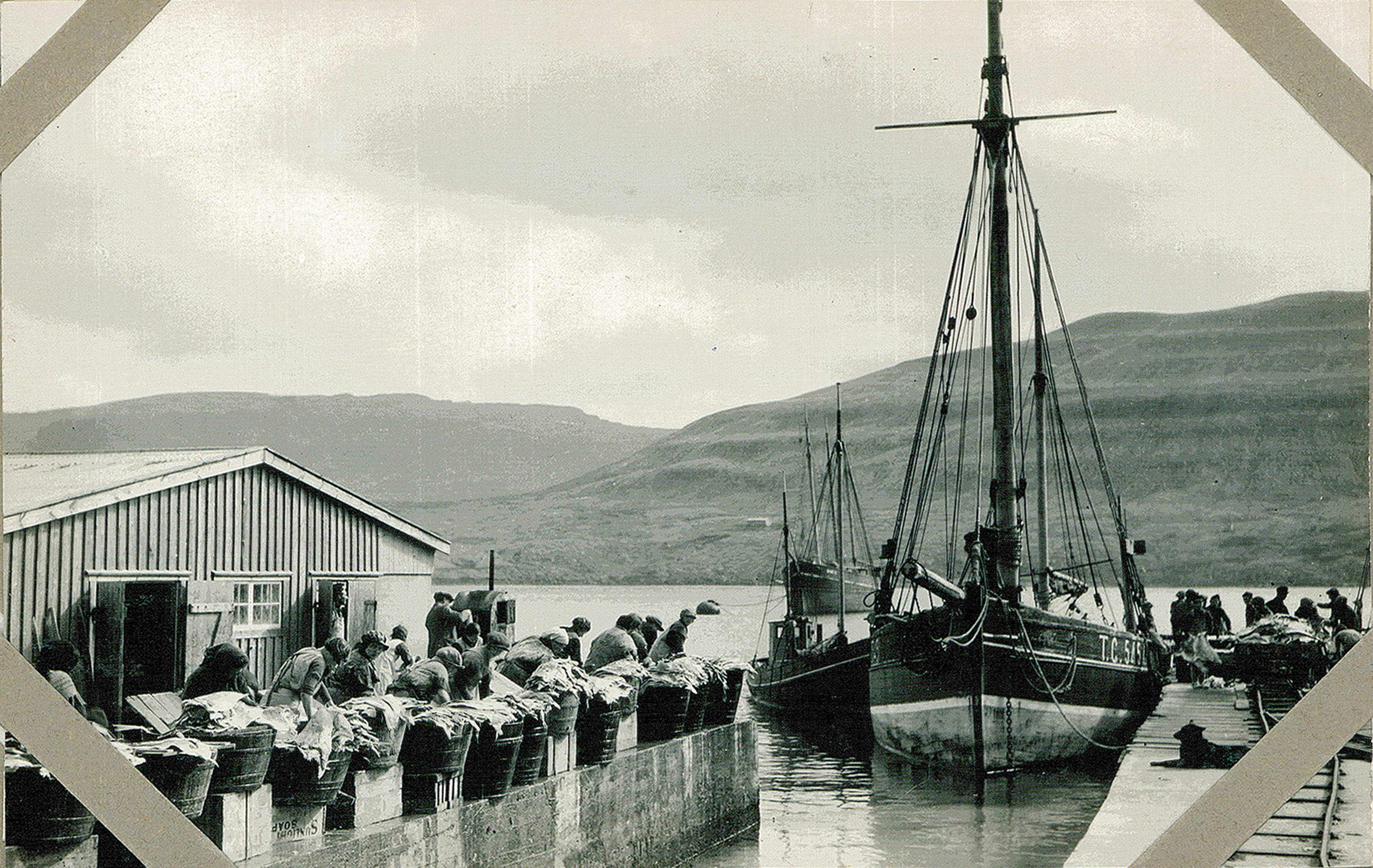
Färöische Fischereischiffe, fotografiert von Sophie Petersen

Sophie Petersen gab etliche Lehrbücher heraus, unter anderem Überarbeitungen von Carl Christian Christensens Geografi for Mellemskolen („Geographie für die Mittelschule“) von 1902, deren 26. und damit letzte Ausgabe 1960 erschien. Von 1942 bis 1955 war sie Herausgeberin der Zeitschrift Bog og Naal („Buch und Nadel“). Außerdem veröffentlichte sie Bücher und Unterrichtshefte über ihre Reisen zu den Färöern, nach Island, Burma, Australien, Äthiopien, Mexiko und Guatemala, zu den Andenländern und nach Nigeria. Für die Tagespresse schrieb sie Chroniken und Debattenbeiträge sowie Rezensionen zu Fachliteratur für verschiedene Zeitungen. Sie wurde auch oft von Tages- und Wochenzeitungen interviewt, von denen sie den Beinamen „Sophie von ganz Dänemark“ (Hele Danmarks Sophie) bekam.

### Bibliographie (Auswahl)
- Geologi. Lærebog for Gymnasiet, 1917 („Geologie. Lehrbuch für das Gymnasium“).
- Et Besøg paa Orknøerne. In: Geografisk Tidsskrift. Band 27, 1924, S. 63–67 (dänisch, kb.dk [PDF] „Ein Besuch auf den Orkaden“).
- Hawajii-Øerne. In: Geografisk Tidsskrift. Band 30, 1927, S. 117–128 (dänisch, kb.dk [PDF] „Die Hawaii-Inseln“).
- Grønland i Hverdag og Fest, 1928, 186 S. („Grönland in Alltag und Fest“).[4]
- Gennem Kaukasus. In: Geografisk Tidsskrift. Band 32, 1929, S. 23–31, 153–159 (dänisch, PDF: erster Teil, PDF: zweiter Teil – „Durch den Kaukasus“).
- Det døde Hav. In: Geografisk Tidsskrift. Band 33, 1930, S. 198–208 (dänisch, kb.dk [PDF] „Das Tote Meer“).
- Fjældskreddet i Arth-Goldau. In: Geografisk Tidsskrift. Band 33, 1930, S. 60–64 (dänisch, kb.dk [PDF] „Der Bergsturz in Arth-Goldau“).
- Færøerne, 1930 („Die Färöer“).
- Island, 1931, 39 S.
- Med Murmanskbanen til Ishavet. In: Geografisk Tidsskrift. Band 34, 1931, S. 223–228 (dänisch, kb.dk [PDF] „Mit der Murmanbahn zum Eismeer“).
- Paa Cykle gennem Danmark, 1931, 90 S. („Auf dem Fahrrad durch Dänemark“).
- Mandshukoo. In: Geografisk Tidsskrift. Band 36, 1933, S. 120–122 (dänisch, kb.dk [PDF] „Mandschukuo“).
- Mellem Indien og Afghanistan. In: Geografisk Tidsskrift. Band 36, 1933, S. 44–52 (dänisch, kb.dk [PDF] „Zwischen Indien und Afghanistan“, mit englischsprachiger Zusammenfassung).
- Østgrønland, 1933 („Ostgrönland“).
- I den syriske Ørken. In: Geografisk Tidsskrift. Band 37, 1934, S. 144–149 (dänisch, kb.dk [PDF] „In der syrischen Wüste“).
- Siam, 1934.
- Danmark i det Fjerne, 1936 („Dänemark in der Ferne“).
- Kunstig Vandingskultur i Argentina. In: Geografisk Tidsskrift. Band 39, 1936, S. 1–10 (dänisch, kb.dk [PDF] „Künstliche Bewässerungskultur in Argentinien“).
- Vandrebogen, 1936 („Das Wanderbuch“, zusammen mit R. Fabricius).
- Plantelivets og Dyrelivets Udvikling gennem Jordperioderne, 1937 („Die Entwicklung der Pflanzen und Tiere durch die Erdzeitalter“, Lehrbuch).
- En Flyvetur til Australien, 1939 („Ein Flug nach Australien“).
- I en gammel dansk Koloni. In: Geografisk Tidsskrift. Band 44, 1941, S. 118–128 (dänisch, tidsskrift.dk [PDF] „In einer alten dänischen Kolonie“).
- Danmarks gamle Tropekolonier, 1946 („Dänemarks alte Tropenkolonien“, gilt als ihr Hauptwerk).
- Vore gamle tropekolonier, 1948 („Unsere alten Tropenkolonien“, Bilderbuch zum Unterrichtsgebrauch, herausgegeben zusammen mit Arne Ludvigsen).
- Et besøg i Nigeria, 1952 („Ein Besuch in Nigeria“).
- Fra Potosi til Kinakysten. In: Geografisk Tidsskrift. Band 52, 1952, S. 242–254 (dänisch, kb.dk [PDF] „Von Potosí zur Küste von China“).